# Калчуга
Калчу́га (рос. Калчуга) ― село в Одинцовському районі Московської області. Входить до складу сільського поселення Барвихинське.
Знаходиться на правому березі річки Медвенка у впадінні її в Москву-ріку на південний захід від Усова. За переписом 2006 року ― 52 особи.

## Історія
Село відоме з початку XIX століття як висілки села Вузьке, що належало сестрам Вельяміновим, у той час там проживало 32 душі чоловічої та 36 жіночої статі. Назва села простежується з середини XIX століття в різних формах: Кольчуга (1852 р., 1890 р.), Колчуга (1912 р.), Калчуга (1862 р., після 1912 р.). У російських діалектах колча означає «ку́пина», «купинясте болото», а колчи — «горбки, горбкувата поверхня».
Наприкінці XIX століття в селі проживала 51 людина.
За переписом 1926 р. в селі було 19 господарств і 93 жителі, які обробляли 50 десятин ріллі, у господарствах було 10 коней і 15 корів.
За переписом 1989 року в Калчузі налічувалося 35 господарств і 61 постійний житель.
З 1992 року в Калчузі постійно живе перший і останній президент СРСР Михайло Сергійович Горбачов.